# Hypercalymnia laurenconi
Hypercalymnia laurenconi là một loài bướm đêm trong họ Noctuidae.